# Perizoma perryi
Perizoma perryi là một loài bướm đêm trong họ Geometridae.